# Großer Preis von Monaco 1936

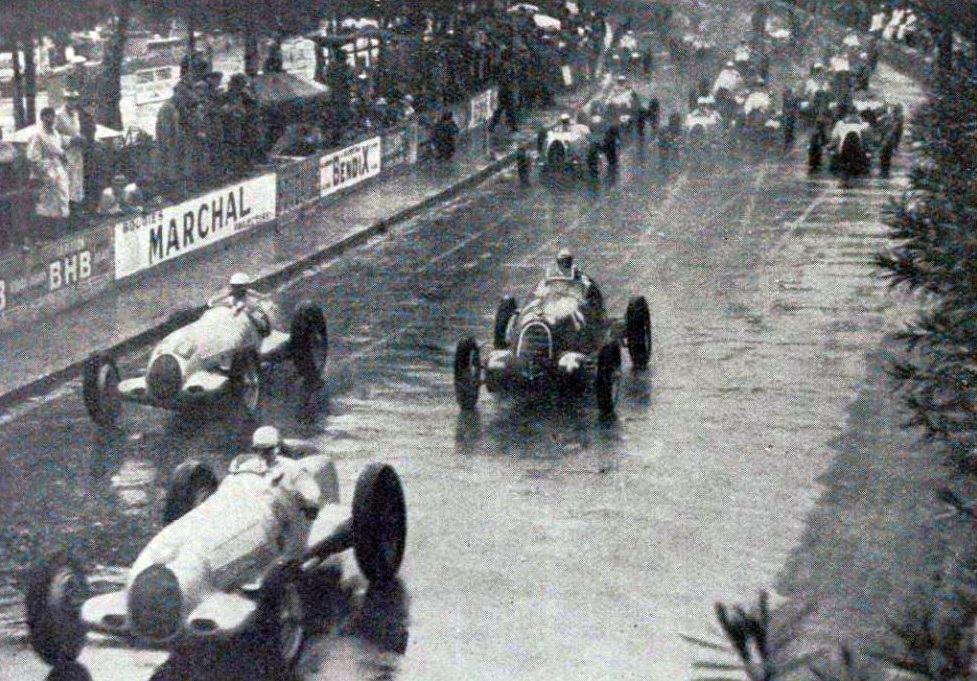
Start zum Großen Preis von Monaco auf regennasser Fahrbahn

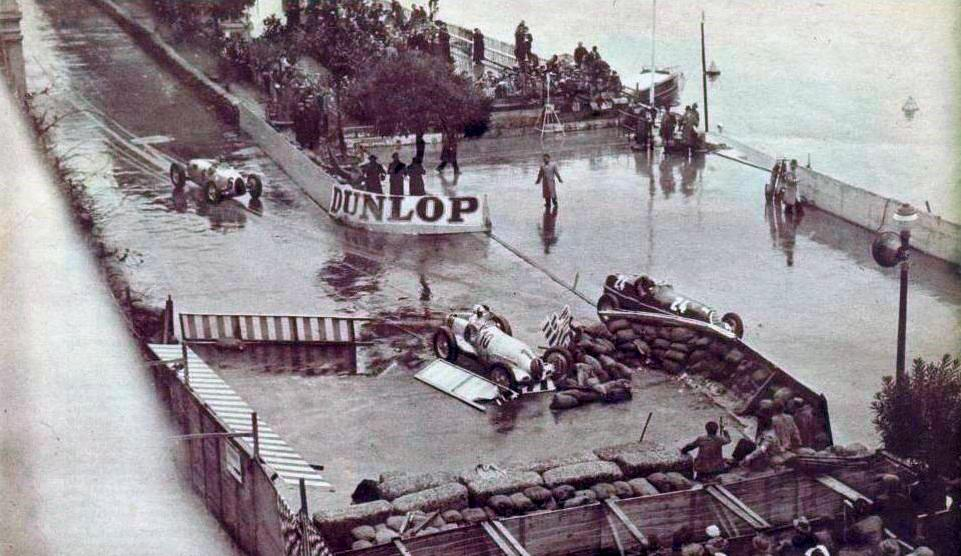
Der Unfall von Louis Chiron in der zweiten Runde in der Schikane am Hafen

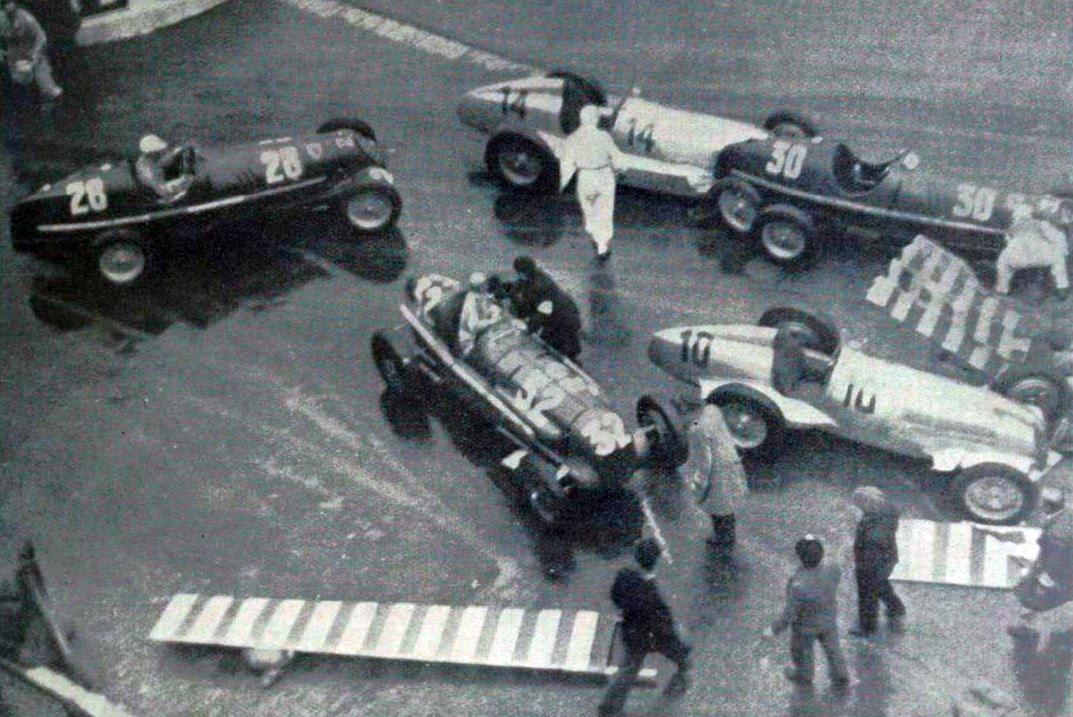
Die darauf folgende Massenkarambolage

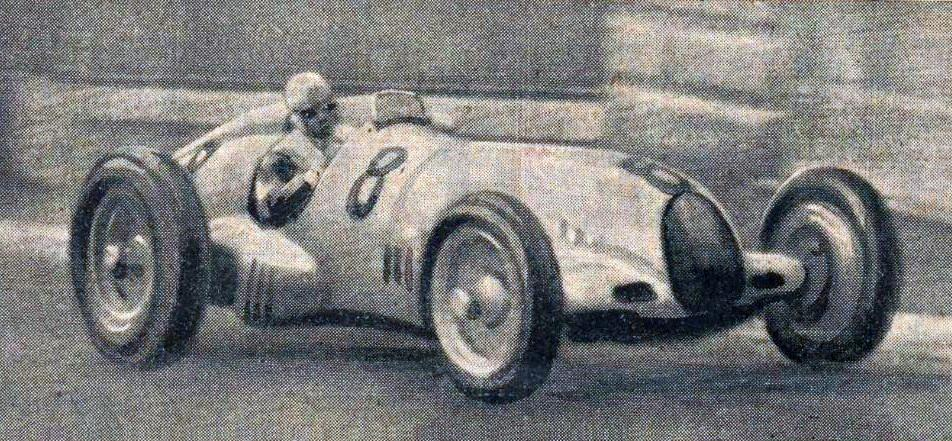
Rennsieger Rudolf Caracciola

Der VIII. Große Preis von Monaco (VIII Grand Prix de Monaco) fand am 13. April 1936 auf dem Circuit de Monaco in Monaco statt. Als Grande Épreuve zählte das Rennen zur Grand-Prix-Europameisterschaft 1936, wurde aber abweichend zu den Bestimmungen der Internationalen Grand-Prix-Formel (Rennwagen bis maximal 750 kg Leergewicht; 85 cm Mindestbreite; Renndistanz mindestens 500 km) aufgrund einer Ausnahmegenehmigung lediglich über die traditionelle Distanz von 100 Runden à 3,180 km ausgetragen, was einer Gesamtstrecke von 318,0 km entsprach.
Sieger wurde Rudolf Caracciola auf einem Mercedes-Benz W 25 K.

## Rennen
Um der Bedeutung seiner Veranstaltung weiter Nachdruck zu verleihen, war der Automobilclub von Monaco dem Schweizer Beispiel gefolgt und hatte mit dem Coupe de Prince Rainier ein eigenständiges Rennen für die Voiturette-Klasse ins Rahmenprogramm seines Grand Prix aufgenommen. Diese Rennkategore erfreute sich großen Zulaufs unter den Privatfahrern und konnte häufig mit besonders bunten Teilnehmerfeldern aufwarten. Der Lauf in Monaco endete für die junge britische Rennwagenmarke ERA mit einem Dreifachsieg durch den siamesischen Prinzen „B. Bira“ vor dem aus Algerien stammenden Franzosen Marcel Lehoux und dem griechischen Rennfahrer Nicholas Embiricos. 
Etwas weniger internationale Vielfalt, dafür aber eine absolute Top-Besetzung wies auch der eigentliche Grand Prix auf. Alle fünf Werksrennställe und dazu einige erwählte Privatfahrer hatten die Einladung angenommen. Als favorisiert galt darunter das Mercedes-Team, das in der Vorsaison die Rennen fast nach Belieben beherrscht und mit Rudolf Caracciola, Luigi Fagioli und Manfred von Brauchitsch auch in der Europameisterschaft die ersten drei Plätze belegt hatte. 1936 war mit Louis Chiron außerdem noch ein vierter internationaler Spitzenpilot verpflichtet worden, obwohl dessen Formkurve zuletzt Ende 1935 etwas abgeflacht war. Dazu hatte das Werk mit dem Mercedes-Benz W 25 K („K“ wie „kurz“) ein neues Modell mit extrem kurzem Radstand entwickelt, das eigentlich für den Einbau eines mächtigen V12-Motors von 5,6 Liter Hubraum vorgesehen war. Wegen des unbefriedigenden Fahrverhaltens dieser Kombination wurde in den Wagen für Chiron und Caracciola als Ausweichlösung stattdessen ein 4,7-Liter-Reihenachtzylinder verwendet, mit dem sich beide im Training prompt die erste und die dritte Startposition sicherten. Fagioli und von Brauchitsch standen dagegen Vorjahresmodelle mit längerem Chassis und 4,3-Liter-Motor zur Verfügung. 
Auch die Auto Union hatte über den Winter nachgelegt und den V16-Motor unter Einhaltung des Gewichtslimits in seiner letzten Entwicklungsstufe auf 6 Liter Hubraum angehoben, wodurch erstmals die Leistungswerte der hochgezüchteten Mercedes-Motoren übertroffen wurden. Auch mit der Fahrerbesetzung stand das Team gegenüber der Konkurrenz aus dem eigenen Land nicht zurück. Neben den beiden erfahrenen Piloten Achille Varzi und Hans Stuck, der sich am ersten Trainingstag nebenbei noch den Sieg im traditionellen La-Turbie-Bergrennen holte, hatte sich der junge Bernd Rosemeyer 1935 in nur einer Saison vom Grand-Prix-Neuling zum Spitzenfahrer entwickelt.
Bei der Scuderia Ferrari, die wie üblich für die Werkseinsätze der Rennwagen von Alfa Romeo verantwortlich zeichnete, war nach einem größeren Umbruch als einziger Fahrer von Weltklasse nur Tazio Nuvolari verblieben, der durch den erfahrenen Antonio Brivio, den Mitbegründer des Rennstalls, Mario Tadini, sowie das frisch von Maserati herübergewechselte vielversprechende Nachwuchstalent Giuseppe Farina verstärkt wurde. Der Fuhrpark des Teams bestand in Monaco aus vier Exemplaren des Vorjahrestyps Alfa Romeo 8C-35 mit Reihenachtzylinder, dem man angesichts des Streckencharakters den Vorzug gegenüber dem neuen stärkeren, aber auch schwereren V12-Motor gab.
Während auch Maserati, vertreten durch die Scuderia Torino, weiter mit den Unzulänglichkeiten des Vorjahresmodells Maserati V8-RI zu kämpfen hatte, präsentierte Bugatti zum Training – im Prinzip mit fünf Jahren Verspätung – erstmals einen vollwertigen Monoposto, bei dem es sich um eine Ableitung aus dem zweisitzigen Bugatti Type 59 mit 4,7-Liter-Motor aus Leichtmetall handelte. Fürs Rennen gaben die Fahrer, Jean-Pierre Wimille und der nach längerer Rennpause reaktivierte William Grover-Williams (Pseudonym W. Williams), jedoch dem älteren Modell den Vorzug.
Am Renntag hatte es bis kurz vor den Start heftig geregnet und zum ersten Mal in seiner Geschichte fand der Grand Prix von Monaco im Nassen statt. Unter extrem schlechten Sichtbedingungen nutzte Nuvolari seine Startposition in der ersten Reihe, um sich mit seinem Alfa Romeo vor den beiden ebenfalls aus der ersten Reihe gestarteten Mercedes-Fahrern Caracciola und Chiron an die Spitze zu setzen, gefolgt vom Auto-Union-Trio Stuck, Rosemeyer und Varzi. Noch vor dem Ende der ersten Runde war Caracciola aber an Nuvolari schon vorbei und beide hatten sich in ihrem Zweikampf bereits ein Stück von den Verfolgern abgesetzt. Am Ende des Felds fuhr Tadini dagegen langsam um den Kurs, obwohl an seinem Alfa Romeo bereits vor dem Start ein starker Ölverlust am Motor festgestellt worden war. Trotzdem war er ins Rennen geschickt worden, angeblich mit dem Auftrag, eine Runde zu absolvieren und das Auto dann an den Boxen abzustellen, um dem Team das Startgeld zu sichern. 
Caracciola und Nuvolari hatten in ihrer zweiten Runde das Glück, den langsam um den Kurs „kriechenden“ Alfa Romeo noch vor Passieren der Schikane zu überholen, bevor die Streckenverhältnisse dort durch das um den gesamten Kurs verteilte Öl noch rutschiger als ohnehin bereits wurden. Dahinter kam es jedoch zu einer der bis dahin größten Massenkarambolagen der Grand-Prix-Geschichte, als in der Folge fünf Fahrer – darunter auch die beiden Mercedes von Chrion und von Brauchitsch – die Kurve verpassten und in die Barriere rutschten. Während die Bergungsarbeiten liefen, hatte eine Runde später auch Rosemeyer am selben Ort einen Dreher, konnte das Rennen aber fortsetzen, schied jedoch ein paar Runden später durch einen Unfall an anderer Stelle endgültig aus. Ein spätes Opfer der Szene aus der zweiten Runde wurde schließlich noch Fagioli, als er in Umlauf acht beim Passieren der Stelle Sand ins Gesicht bekam, mit dem ein Arbeiter das Öl auf der Strecke binden wollte. Damit waren drei Teilnehmer der Mercedes-Mannschaft aus dem Rennen, während der vierte an der Spitze zunehmend Druck durch Nuvolari bekam. In der zehnten Runde war Nuvolari schließlich wieder vorn, doch als nach etwa einem Viertel der Renndistanz erneut heftiger Regen einsetzte, machte Caracciola seinem Beinamen als Regenmeister alle Ehre und zog in der 27. Runde seinem Kontrahenten unwiderstehlich davon, der bald darauf mit nachlassenden Bremsen auch hinter die beiden verbliebenen Auto Union von Stuck und Varzi zurückfiel. Damit schienen die Positionen kurz nach Hälfte des Rennens vergeben, aber kurz vor Schluss überholte Varzi unter Missachtung der Stallorder doch noch seinen Teamkollegen, so dass er das Rennen auf Position zwei hinter Caracciola und mit Stuck auf dem dritten Platz beendete.
Mit bislang sechs Siegen in einem offiziellen Internationalen Grand Prix – dazu der gemeinsam errungene erste Platz zusammen mit Luigi Fagioli beim Großen Preis von Italien 1934 – hatte Caracciola in seiner Karriere damit mehr Erfolge als bis dahin jeder andere Grand-Prix-Fahrer erzielt.

## Ergebnisse

### Meldeliste
| Team                       | Nr.   | Fahrer                  | Info  | Chassis              | Motor                                   | Reifen |
| -------------------------- | ----- | ----------------------- | ----- | -------------------- | --------------------------------------- | ------ |
| Auto Union AG              | 02    | Hans Stuck              |       | Auto Union C         | Auto Union 6.0L V16 Kompressor          | C      |
| Auto Union AG              | 03 a  | Ernst von Delius        | RES   | Auto Union C         | Auto Union 6.0L V16 Kompressor          | C      |
| Auto Union AG              | 04    | Achille Varzi           |       | Auto Union C         | Auto Union 6.0L V16 Kompressor          | C      |
| Auto Union AG              | 06    | Bernd Rosemeyer         |       | Auto Union C         | Auto Union 6.0L V16 Kompressor          | C      |
| Daimler-Benz AG            | 08    | Rudolf Caracciola       |       | Mercedes-Benz W25K   | Mercedes-Benz M 25 C 4.7L I8 Kompressor | C      |
| Daimler-Benz AG            | 10    | Louis Chiron            |       | Mercedes-Benz W25K   | Mercedes-Benz M 25 C 4.7L I8 Kompressor | C      |
| Daimler-Benz AG            | 09 a  | Hermann Lang            | RES   | Mercedes-Benz W 25   | Mercedes-Benz M 25 C 4.3L I8 Kompressor | C      |
| Daimler-Benz AG            | 12    | Luigi Fagioli           |       | Mercedes-Benz W 25   | Mercedes-Benz M 25 C 4.3L I8 Kompressor | C      |
| Daimler-Benz AG            | 14    | Manfred von Brauchitsch |       | Mercedes-Benz W 25   | Mercedes-Benz M 25 C 4.3L I8 Kompressor | C      |
| Automobiles Ettore Bugatti | 16    | Jean-Pierre Wimille     |       | Bugatti T59          | Bugatti 3.3L I8 Kompressor              | M      |
| Automobiles Ettore Bugatti | 18    | William Grover-Williams |       | Bugatti T59          | Bugatti 3.3L I8 Kompressor              | M      |
| Automobiles Ettore Bugatti | 16T b | Jean-Pierre Wimille     | DNS   | Bugatti T59/50       | Bugatti 5.0L I8 Kompressor              | M      |
| Philippe Étancelin         | 20    | Philippe Étancelin      |       | Maserati V8-RI       | Maserati 4.8L V8 Kompressor             | P      |
| Raymond Sommer             | 22    | Raymond Sommer          |       | Alfa Romeo Tipo B/P3 | Alfa Romeo 3.2L I8 Kompressor           | M      |
| Scuderia Ferrari           | 24    | Tazio Nuvolari          |       | Alfa Romeo 8C-35     | Alfa Romeo 3.8L I8 Kompressor           | E      |
| Scuderia Ferrari           | 26    | Antonio Brivio c        |       | Alfa Romeo 8C-35     | Alfa Romeo 3.8L I8 Kompressor           | E      |
| Scuderia Ferrari           | 28    | Mario Tadini            |       | Alfa Romeo 8C-35     | Alfa Romeo 3.8L I8 Kompressor           | E      |
| Scuderia Ferrari           | 30    | Giuseppe Farina         |       | Alfa Romeo 8C-35     | Alfa Romeo 3.8L I8 Kompressor           | E      |
| Scuderia Ferrari           |       | Carlo Pintacuda         | RES   | Alfa Romeo 8C-35     | Alfa Romeo 3.8L I8 Kompressor           | E      |
| Scuderia Torino            | 32    | Carlo Felice Trossi     |       | Maserati V8-RI       | Maserati 4.8L V8 Kompressor             | P      |
| Scuderia Torino            | 36    | Eugenio Siena           |       | Maserati 6C-34       | Maserati 3.7L I6 Kompressor             | P      |
| Scuderia Torino            | 38    | Pietro Ghersi           |       | Maserati 6C-34       | Maserati 3.7L I6 Kompressor             | P      |
| László Hartmann            | 34    | László Hartmann         | DNA   | Maserati V8-RI       | Maserati 4.8L V8 Kompressor             |        |
| Carlo Felice Trossi        | 40    | Giulio Aymini           | DNA d | Monaco-Trossi        | Monaco-Trossi 4.0L I16 Kompressor       |        |

### Qualifying
| Pos. | Fahrer                  | Konstrukteur  | Qualifikationstraining | Qualifikationstraining | Start |
| Pos. | Fahrer                  | Konstrukteur  | Zeit                   | Ø-Geschwindigkeit      | Start |
| ---- | ----------------------- | ------------- | ---------------------- | ---------------------- | ----- |
| 01   | Louis Chiron            | Mercedes-Benz | 1:53,200               | 101,130 km/h           | 01    |
| 02   | Tazio Nuvolari          | Alfa Romeo    | 1:53,700               | 100,690 km/h           | 02    |
| 03   | Rudolf Caracciola       | Mercedes-Benz | 1:54,000               | 100,420 km/h           | 03    |
| 04   | Hans Stuck              | Auto Union    | 1:54,300               | 100,160 km/h           | 04    |
| 05   | Bernd Rosemeyer         | Auto Union    | 1:55,200               | 99,380 km/h            | 05    |
| 06   | Giuseppe Farina         | Alfa Romeo    | 1:55,600               | 99,030 km/h            | 06    |
| 07   | Achille Varzi           | Auto Union    | 1:56,100               | 98,600 km/h            | 07    |
| 08   | Jean-Pierre Wimille     | Bugatti       | 1:56,500               | 98,180 km/h            | 08    |
| 09   | Manfred von Brauchitsch | Mercedes-Benz | 1:56,700               | 98,100 km/h            | 09    |
| 10   | Luigi Fagioli           | Mercedes-Benz | 1:57,400               | 97,510 km/h            | 10    |
| 11   | Mario Tadini            | Alfa Romeo    | 1:58,000               | 97,020 km/h            | 11    |
| 12   | Carlo Felice Trossi     | Maserati      | 1:59,000               | 96,200 km/h            | 12    |
| 13   | Antonio Brivio          | Alfa Romeo    | 2:00,000               | 95,400 km/h            | 13    |
| 14   | Raymond Sommer          | Alfa Romeo    | 2:03,200               | 92,920 km/h            | 14    |
| 15   | Philippe Étancelin      | Maserati      | 2:04,000               | 92,320 km/h            | 15    |
| 16   | William Grover-Williams | Bugatti       | 2:05,000               | 91,580 km/h            | 16    |
| 17   | Pietro Ghersi           | Maserati      | 2:08,700               | 88,950 km/h            | 17    |
| 18   | Eugenio Siena           | Maserati      | 2:11,200               | 87,260 km/h            | 18    |

### Rennergebnis
| Pos. | Fahrer                         | Konstrukteur  | Runden | Stopps | Zeit        | Start | Schnellste Runde | Ausfallgrund           | EM-Punkte |
| ---- | ------------------------------ | ------------- | ------ | ------ | ----------- | ----- | ---------------- | ---------------------- | --------- |
| 01   | Rudolf Caracciola              | Mercedes-Benz | 100    |        | 3:49:20,400 | 3     |                  |                        | 1         |
| 02   | Achille Varzi                  | Auto Union    | 100    |        | + 1:48,900  | 7     |                  |                        | 2         |
| 03   | Hans Stuck                     | Auto Union    | 99     |        | + 1 Runde   | 4     | 2:07,400         |                        | 3         |
| 04   | Tazio Nuvolari                 | Alfa Romeo    | 99     |        | + 1 Runde   | 2     |                  |                        | 4         |
| 05   | Antonio Brivio Giuseppe Farina | Alfa Romeo    | 97     |        | + 3 Runden  | 13    |                  |                        | 4 / -     |
| 06   | Jean-Pierre Wimille            | Bugatti       | 97     |        | + 3 Runden  | 8     |                  |                        | 4         |
| 07   | Raymond Sommer                 | Alfa Romeo    | 94     |        | + 6 Runden  | 14    |                  |                        | 4         |
| 08   | Pietro Ghersi                  | Maserati      | 87     |        | + 13 Runden | 17    |                  |                        | 4         |
| 09   | William Grover-Williams        | Bugatti       | 84     |        | + 14 Runden | 16    |                  |                        | 4         |
| —    | Philippe Étancelin             | Maserati      | 36     |        | DNF         | 15    |                  | Riss im Treibstofftank | 6         |
| —    | Carlo Felice Trossi            | Maserati      | 28     |        | DNF         | 12    |                  | defekter Verteiler     | 6         |
| —    | Bernd Rosemeyer                | Auto Union    | 12     |        | DNF         | 5     |                  | Unfall                 | 7         |
| —    | Luigi Fagioli                  | Mercedes-Benz | 8      |        | DNF         | 10    |                  | Unfall                 | 7         |
| —    | Eugenio Siena                  | Maserati      | 1      |        | DNF         | 18    |                  | Mechanik               | 7         |
| —    | Manfred von Brauchitsch        | Mercedes-Benz | 1      |        | DNF         | 9     |                  | Unfall                 | 7         |
| —    | Giuseppe Farina                | Alfa Romeo    | 1      |        | DNF         | 6     |                  | Unfall                 | 7         |
| —    | Louis Chiron                   | Mercedes-Benz | 1      |        | DNF         | 1     |                  | Unfall                 | 7         |
| —    | Mario Tadini                   | Alfa Romeo    | 1      |        | DNF         | 11    |                  | Ölleck                 | 7         |